# تویودا سوئه‌مو
تویودا سوئه‌مو (به ژاپنی: 豊田 副武, Toyoda Soemu)؛ ۲۲ مه ۱۸۸۵ – ۲۲ سپتامبر ۱۹۵۷ سیاستمدار و دریابد نیروی دریایی امپراتوری ژاپن در طی جنگ جهانی دوم بود.
همچنین برندهٔ جوایزی همچون نشان گنجینه مقدس شده‌است.